# Comuna Velîki Telkovîci, Volodîmîreț
Velîki Telkovîci (în ucraineană Великі Телковичі) este o comună în raionul Volodîmîreț, regiunea Rivne, Ucraina, formată din satele Bîșleak și Velîki Telkovîci (reședința).

## Demografie
Componența lingvistică a comunei Velîki Telkovîci
     Ucraineană (99,41%)
     Alte limbi (0,59%)
Conform recensământului din 2001, majoritatea populației comunei Velîki Telkovîci era vorbitoare de ucraineană (99,41%), existând în minoritate și vorbitori de alte limbi.